# Леонівський провулок (Київ)
Лео́нівський прову́лок — зниклий провулок, що існував у Дніпровському районі міста Києва, місцевість Куликове. Пролягав від вулиці Сулеймана Стальського до Леонівської вулиці.

## Історія
Провулок виник у середині XX століття під назвою Нова вулиця. Назву Леонівський провулок набув 1957 року.
Ліквідований 1978 року у зв'язку зі знесенням старої забудови колишнього селища Куликове та частковим переплануванням місцевості.